# Kurt Heintel
Kurt Heintel (* 24. November 1924 in Wien; † 10. Dezember 2002 ebenda) war ein österreichischer Schauspieler und Hörspielsprecher.

## Leben
Ehe er sich für die Schauspielerei entschied, besuchte er die Kunstakademie und war als Zeichner und Illustrator für verschiedene Zeitungen tätig. Nach der Schauspielschule in Berlin bei Gustaf Gründgens debütierte er am Salzburger Landestheater unter Egon Hilbert. Dort entdeckte ihn Rudolf Steinboeck in einer Inszenierung von Bernhard Slaviceks Kuckucksei an der Seite von Annie Rosar und holte ihn 1949 an das Theater in der Josefstadt, wo er mehrere Jahrzehnte Mitglied des Ensembles war. Das Haus verlieh seinem Doyen 1993 die Ehrenmitgliedschaft und feierte 1999 in einer Matinee mit Heintel ein seltenes Dreifach-Jubiläum: 50 Jahre Bühne, 50 Jahre Theater in der Josefstadt und 75. Geburtstag.
Im Salzburger Jedermann war Heintel der „Mammon“ unter Ernst Haeusserman, der „Gute Gesell“ unter Leopold Lindtberg und der „Tod“ unter Gottfried Reinhardt, in Bregenz spielte er in Lessings Nathan der Weise und Hofmannsthals Der Schwierige. Außerdem wirkte er in rund 20 Spielfilmen und zahlreichen Fernsehproduktionen (besonders erfolgreich in Die liebe Familie) mit.
1997 musste sich Heintel einer schweren Herzoperation unterziehen, 5 Jahre später ist er an Herzversagen gestorben. Sein ehrenhalber gewidmetes Grab befindet sich auf dem Döblinger Friedhof in Wien (Gruppe MO, Nummer 71).

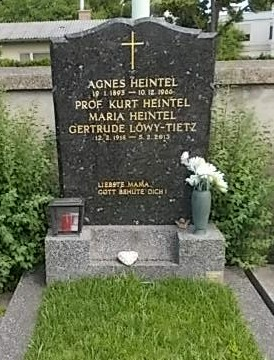
Grabstätte von Kurt Heintel

## Auszeichnungen
- Ehrenmedaille der Bundeshauptstadt Wien in Gold
- 1973: Österreichisches Ehrenkreuz für Wissenschaft und Kunst[1]
- 1985: Berufstitel Professor
- 1988: Berufstitel Kammerschauspieler

## Filmografie (Auswahl)
- 1949: Vagabunden
- 1952: Hannerl
- 1953: Der Bauernrebell
- 1953: Die große Schuld
- 1953: Der Klosterjäger
- 1955: Das Lied von Kaprun
- 1955: 08/15 in der Heimat
- 1955: Die Försterbuben
- 1955: Solange du lebst
- 1955: Der Pfarrer von Kirchfeld
- 1956: Anastasia, die letzte Zarentochter
- 1956: Uns gefällt die Welt
- 1956: Der Glockengießer von Tirol
- 1956: Johannisnacht
- 1957: Der Adler vom Velsatal
- 1957: Jungfrauenkrieg
- 1958: Der veruntreute Himmel
- 1961: Jedermann
- 1964: Hilfe, meine Braut klaut
- 1965: Duell vor Sonnenuntergang
- 1967: Das Kriminalmuseum (TV-Serie) – Die Telefonnummer
- 1972: Wie bitte werde ich ein Held? (À la guerre comme à la guerre)
- 1980: Die liebe Familie (TV)
- 1981: Ringstraßenpalais (TV)

## Hörspiele (Auswahl)
- 1951: Arthur Schnitzler: Spiel im Morgengrauen (Leutnant Kasda) – Regie: Walter Davy (Hörspielbearbeitung – RWR Wien)
- 1957: Alfred Neumann: Die Goldquelle (Kammersänger René Spitzeder) – Regie: Heinz-Günter Stamm (Hörspielbearbeitung – BR)
- 1957: Jean Marsus: Was meine Frau will ... (Adrian) – Regie: Raoul Wolfgang Schnell (Original-Hörspiel – WDR)
- 1966: Carl Zuckmayer: Der Schelm von Bergen (Der Kaiser) – Regie: Klaus Gmeiner (Hörspielbearbeitung – ORF Salzburg)
- 1967: Herbert Eisenreich: Wovon wir leben und woran wir sterben (Felix) – Regie: Ferry Bauer (Originalhörspiel – ORF Wien)
- 1967: Ernst Schnabel: Anne Frank – Spur eines Kindes (Zeitstimme) – Regie: Herbert Fuchs (Hörspielbearbeitung – ORF Wien)
- 1968: Rolf und Alexandra Becker: Gestatten, mein Name ist Cox (Ein Toter kommt selten allein und 6 weitere Folgen) – Regie: Ferry Bauer (Originalhörspiel – ORF Oberösterreich)
- 1969: Louis-Sébastien Mercier: Das Jahr 2440 (Ein Pariser) – Regie: Hans Krendlesberger (Hörspielbearbeitung, Science-Fiction-Hörspiel – ORF Oberösterreich)
- 1975: Arthur Schnitzler: Die Gefährtin (Dr. Alfred Hausmann) – Bearbeitung und Regie: Klaus Gmeiner (Hörspielbearbeitung – ORF Salzburg/SFB)

Quellen: Ö1-Hörspieldatenbank und ARD-Hörspieldatenbank